# Radnice ve Slavkově u Brna
Radnice ve Slavkově u Brna je renesanční budova, jedna z dominant centrálního Palackého náměstí ve Slavkově u Brna, sloužící nadále jako sídlo městského úřadu. Byla vystavěna patrně v roce 1592 na starších, gotických základech na nároží tehdejšího Dolního rynku a Panské (dnes Husovy) ulice, v 19. a na počátku 20. století byla stavebně upravena. Dočasně zde sídlilo i muzeum a obecní knihovna. Objekt je chráněn jako kulturní památka.

## Historie
Město bylo poprvé písemně připomínáno 12. května 1237, kdy král Václav I. vydal listinu potvrzující majetek řádu německých rytířů, v níž zmiňuje Novosedlice (Nouozedeliz) jako „civitas cum villis quatuor“, tedy obec se čtyřmi vesnicemi. Zdejší řádová komenda byla ve své době nejmocnější na Moravě a patřila mezi nejpřednější v českých zemích. Václav IV. pak udělil městu listinou z 1. července 1416 znakové privilegium, vůbec nejstarší v zemi. Z roku 1422 je ve městě poprvé známo fojtství (dědičné rychtářství), které udělil král Zikmund Markovi, synu Jana z Hodějic. Roku 1497 byla hrabětem Petrem od sv. Jiří a z Pezinku ustavena osmičlenná městská rada.
Od roku 1509 patřilo město do majetku rodu Kouniců, kteří z něj učinili své hlavní sídlo a věnovali jeho rozvoji značnou péči. Tvůrcem velkého bohatství se stal Oldřich z Kounic, rada a komoří krále Matyáše i komoří arcivévody Maxmiliána, který nechal po roce 1566 přestavět zdejší tvrz na renesanční zámek a v jehož éře vznikla ve městě řada dalších významných staveb. V roce 1592 vznikla na tehdejším Dolním rynku (později Palackého náměstí) městská radnice, která je tak prakticky nejstarší dochovanou stavbou v celém Slavkově. Vznikla totiž přestavbou dřívější budovy a má gotické jádro. K budově byl později připojen i renesanční dům, který s ní sousedil v linii dnešní Husovy ulice a na němž je dodnes zachovaný vyvýšený vstupní portál s letopočtem 1581.
Podle urbáře slavkovského panství, založeného roku 1597, se město skládalo ze samotného centra, židovské obce a zámku, obehnaných ze všech stran hradbami se čtyřmi branami, a ze čtyř předměstí navazujících na tyto brány. V té době tedy byl Slavkov rozsáhlým městem. V roce 1660 byl vrchností vydán městský řád, který mimo jiné určoval četnost zasedání rady. Jan Růžička předpokládá v josefinské éře vznik regulovaného magistrátu ve městě, neboť k roku 1770 patřil Slavkov k 28 moravským municipálním městům. Od roku 1784 spravoval město purkmistr, rychtář, dva radní a čtyři členové výboru.

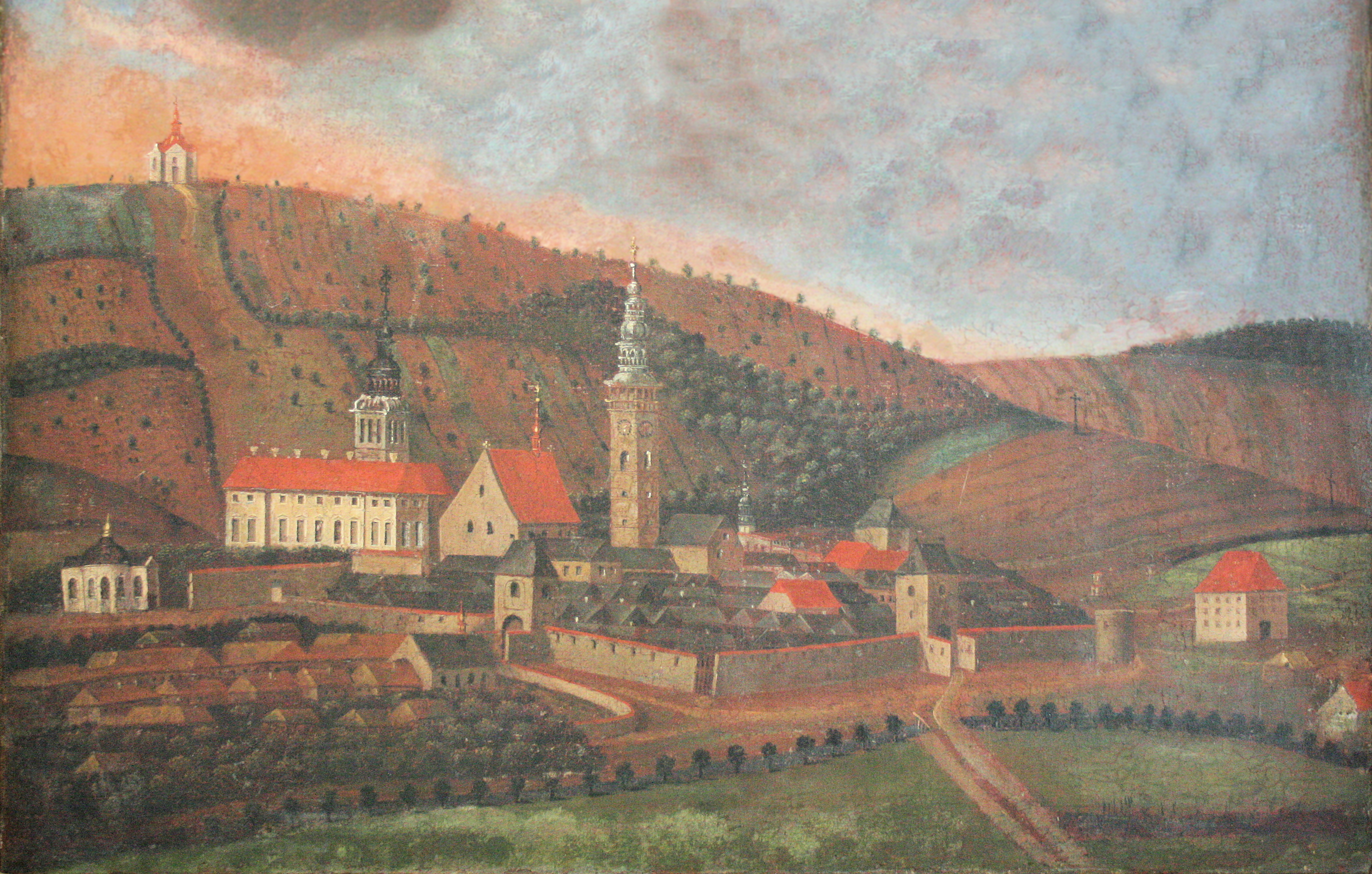
Oltářní obraz sv. Urbana (1712) zachycuje renesanční věžičku radnice vpravo od městské věže.
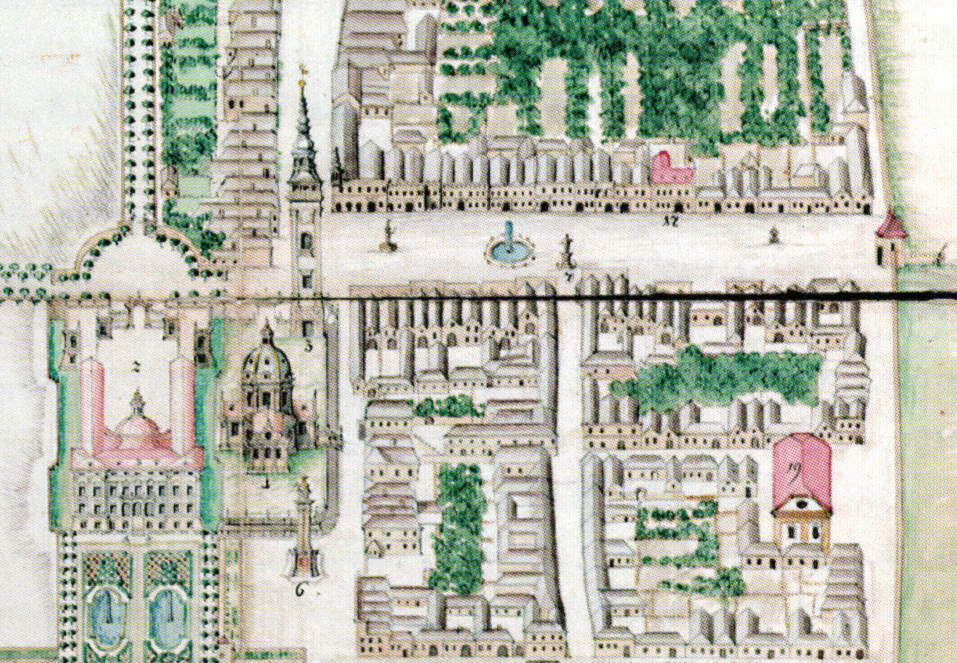
Návrh územního generelu Václava Petruzziho (1730) zahrnuje i nároží s radnicí vpravo za městskou věží.
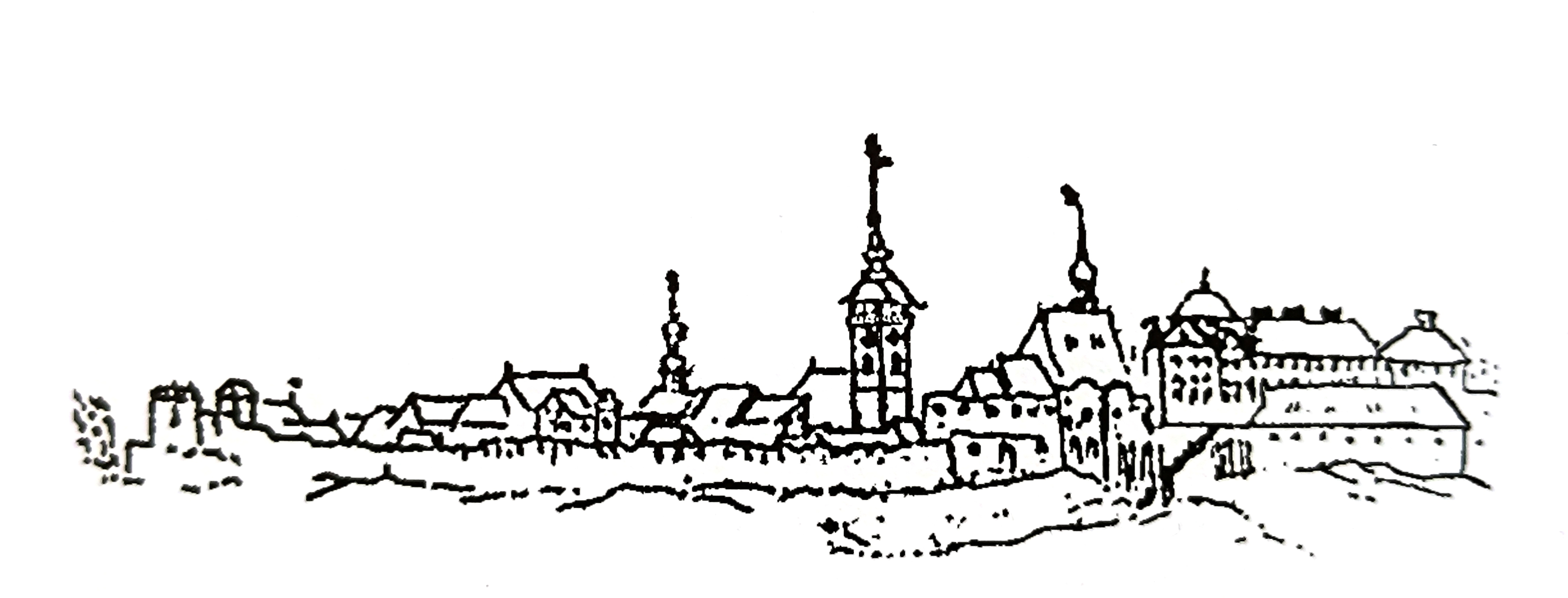
Kresba V. F. Petruzziho (cca 1740) s pohledem na město od severu zobrazuje věžičku radnice vlevo od městské věže.

V 19. století se v přízemí radnice vlevo nacházela nálevna a byt hostinského, vpravo policejní strážnice. Bočním vchodem z dnešní Husovy ulice se šlo k šatlavě v patře. V 1. poschodí hlavní budovy pak zasedalo obecní zastupitelstvo, byla zde také uložena obecní pokladna a archiv. V polovině 19. století se město stalo také sídlem okresního soudu, jenž sídlil ve vedlejší budově (dnes Palackého náměstí čp. 65). V 70. letech 19. století a pak i na počátku 20. století doznala také samotná radnice stavebních úprav.
Ke konci 19. století a pak zejména po vzniku první republiky rostly vlastenecké tendence, jež vedly k uspořádání Národopisné výstavky ve Slavkově v roce 1893 a založení městského muzea v prosinci 1923. Shromažďované muzeální předměty byly postupně ukládány v budově tehdejší školy naproti radnice a posléze byla pro potřeby muzea vyhrazena jedna místnost na radnici. Po vybudování vodovodu ve městě však byla místnost určená pro muzeum použita jako kancelář městské vodárny a od ledna 1935 byly sbírkové předměty muzea přeneseny do dvou místností na zámku, patřícího tehdy šlechtici Josefu Pálffymu. S hrozbou 2. světové války ovšem v roce 1938 obsadila zámek vojenská posádka a muzejní exponáty byly uloženy v bednách opět na radnici, odkud se začaly stěhovat znovu na zámek až na přelomu 40. a 50. let. Ve Slavkově také působila Občanská beseda, která však po roce 1918 zanikla a odevzdala městu svoji rozsáhlou knihovnu. To ji nejprve umístilo rovněž ve škole, po založení obecní knihovny se i ta v roce 1929 přestěhovala do dvou místností na radnici. Jedna místnost sloužila jako čítárna s příruční knihovnou, druhá pak jako sklad knih. Stejně jako muzeum se po 2. světové válce knihovna přesunula do zámeckých prostor.

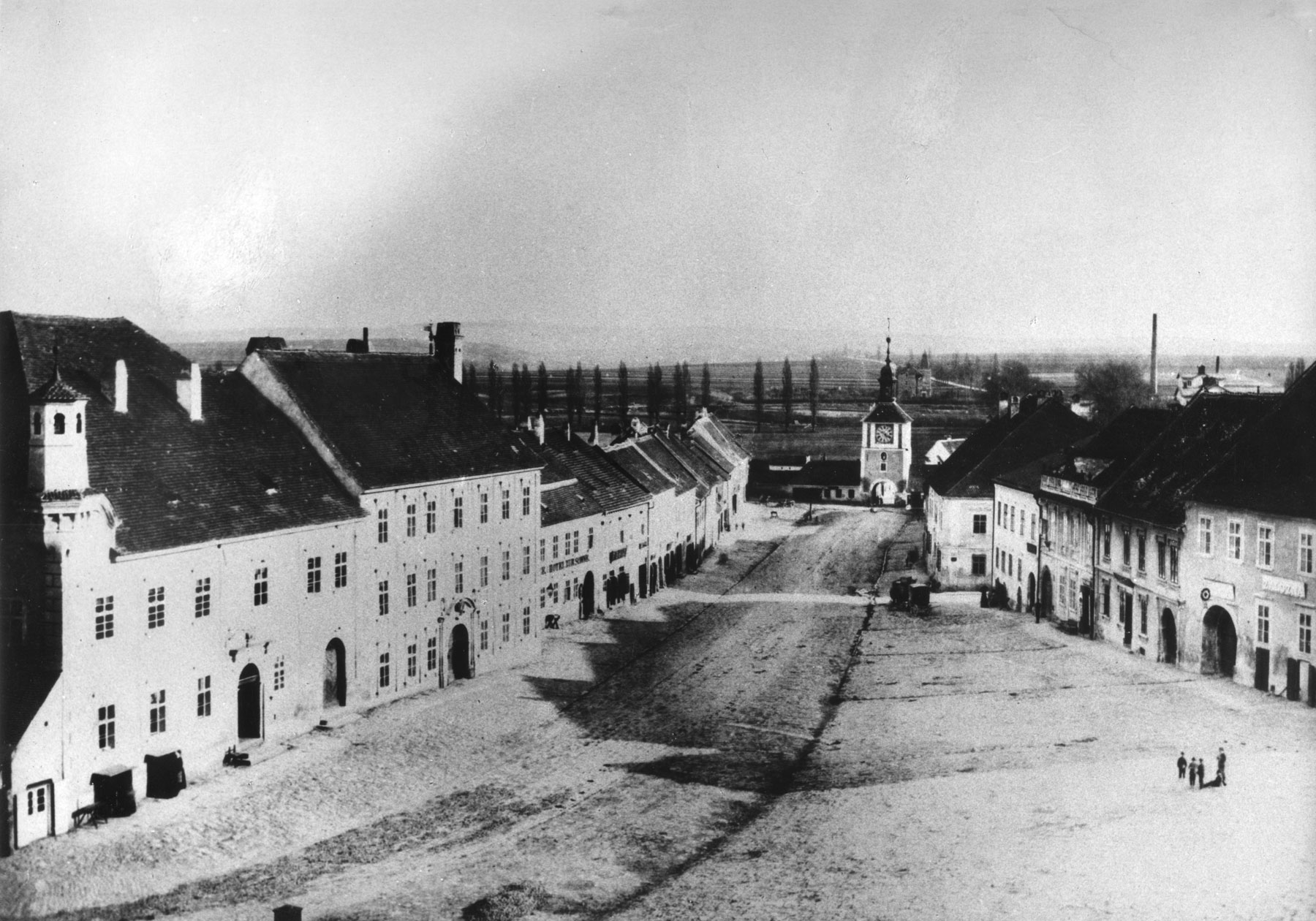
Pohled ze zámeckých koníren na náměstí koncem 19. století, zleva radnice a budova okresního soudu
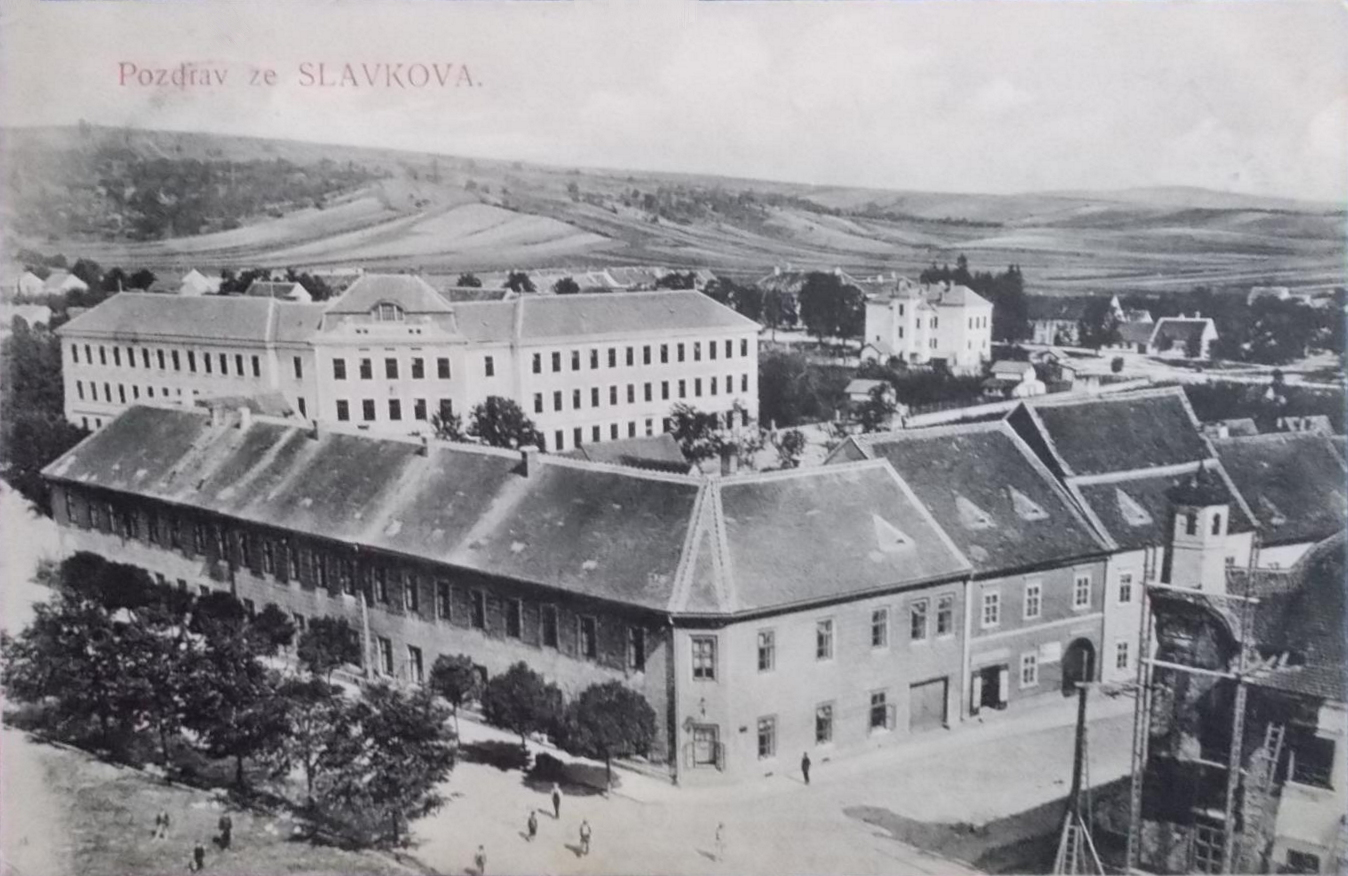
Na pohlednici z doby kolem roku 1909 je v pravém rohu patrná radnice obložená lešením.
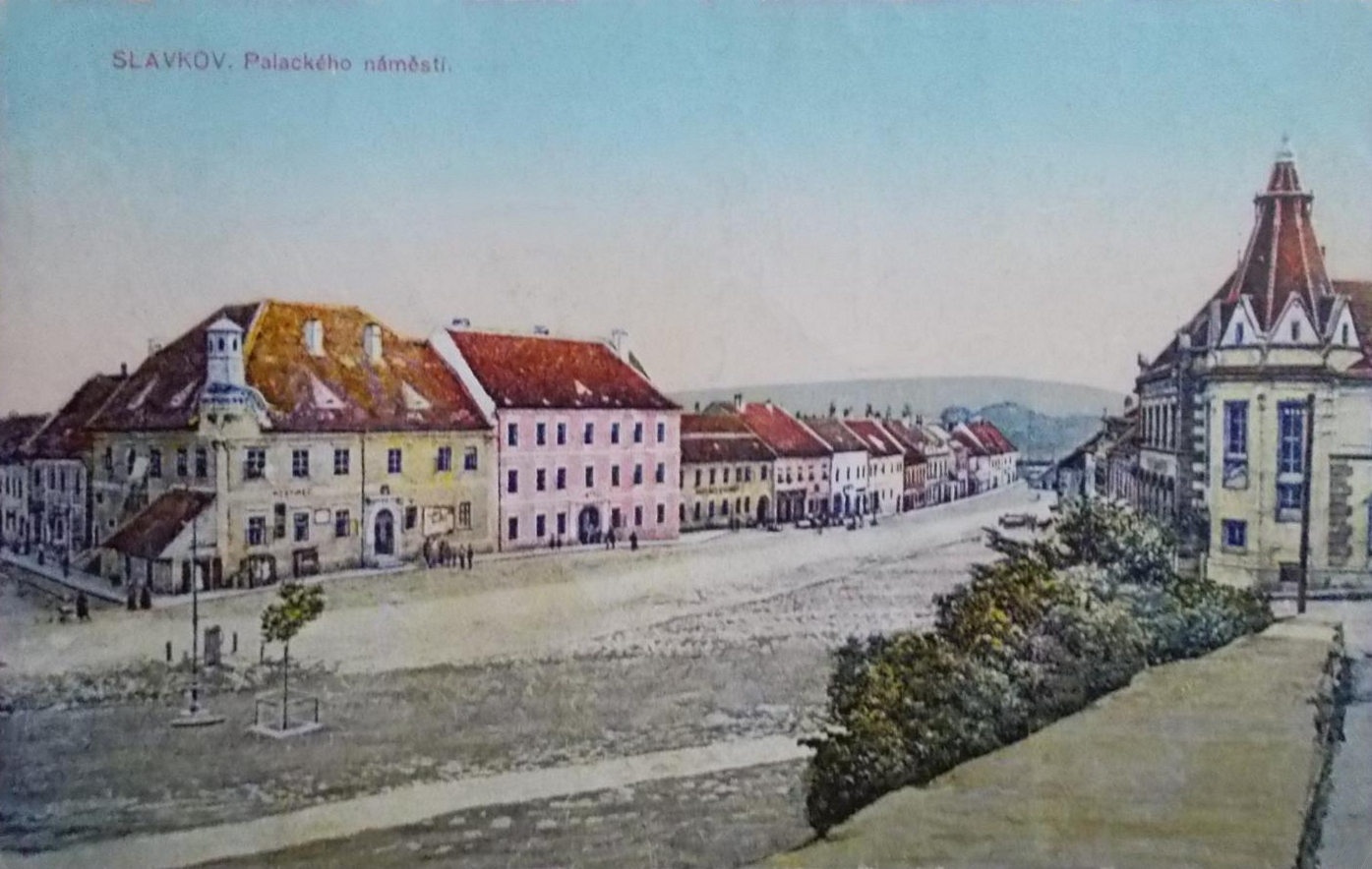
Vlevo radnice se sousedním okresním soudem na kolorované pohlednici z období před rokem 1918
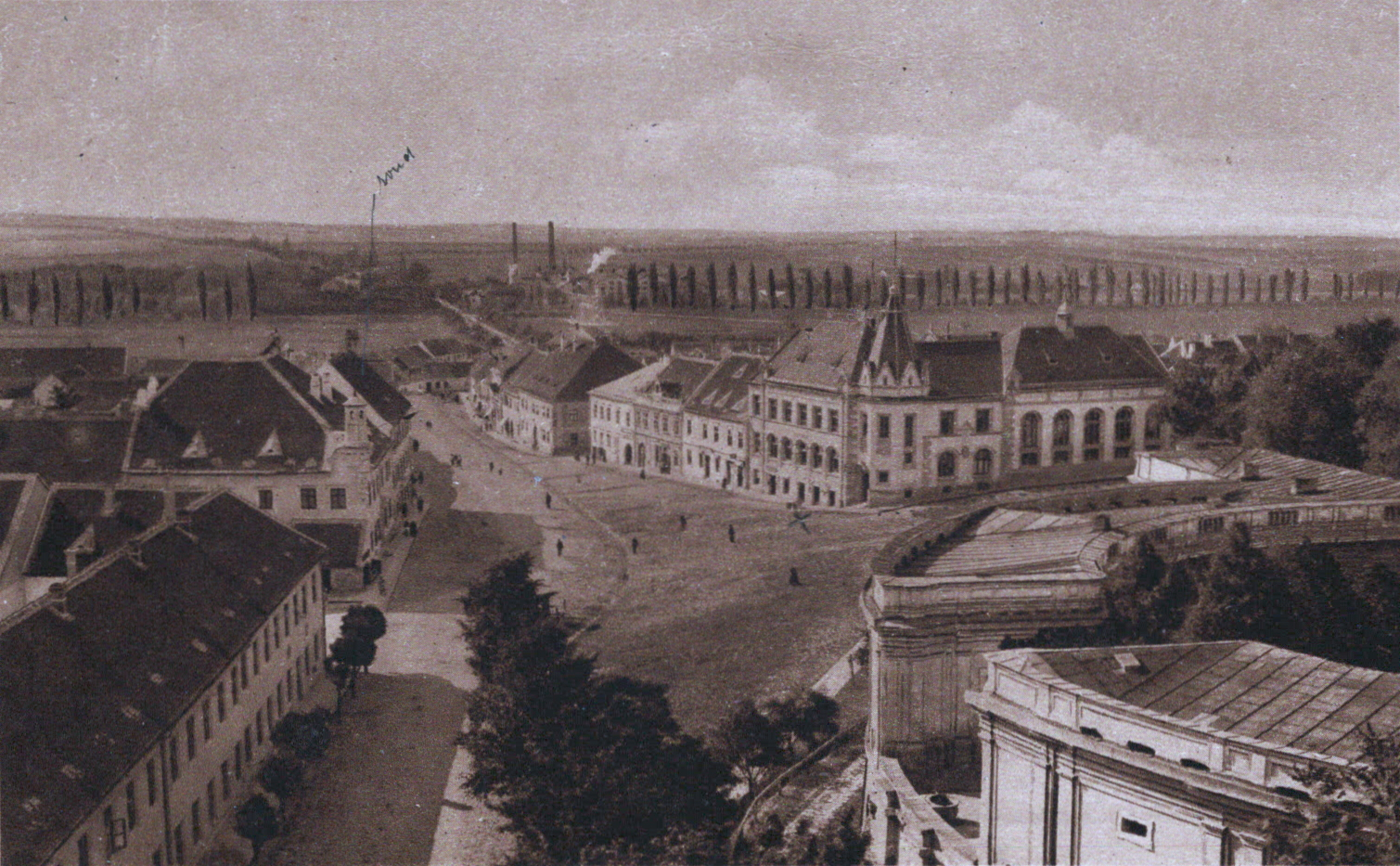
Náměstí s radnicí (vlevo) kolem roku 1923, pohled ze střechy kostela

Nejpozději k srpnu 1965 byla radnice evidována se zájmem o prohlášení za kulturní památku, coby hodnotná uměleckohistorická stavba, jeden z nejstarších domů dochovaných na náměstí a významná součást staré urbanistické zástavby města. K zápisu do státního seznamu kulturních památek patrně došlo 22. června 1970. Nejpozději k prosinci 1985 byla navíc podle KSSPPOP Brno zamýšlena jako součást městské památkové zóny Slavkov, kterou v listopadu 1990 potvrdila vyhláška Jihomoravského KNV, a v roce 1992 se stala součástí krajinné památkové zóny Bojiště bitvy u Slavkova.
V závěru roku 2017 byla realizována celková oprava fasády včetně omítek a oken. Další rekonstrukce vnitřních kleneb a elektroinstalace proběhla v prvních měsících roku 2022.

## Popis
Radnice je nárožní budova v severní části Palackého náměstí (čp. 64), na rohu s Husovou (dříve Panskou) ulicí. Někdejší Dolní rynk zde tvořil přirozený svažitý amfiteátr mezi tehdejší městskou věží, která vzala za své při budování zámeckého parku, a radnicí. Zde se konávala shromáždění obyvatel při společenských, církevních i politických akcích. Před radnicí také stával pranýř, na němž se vykonávaly rozsudky a popravy. Plocha náměstí byla dříve vydlážděná lomovým kamenem, k velké změně došlo v polovině 50. let 20. století, kdy byla část plochy zatravněna a doplněna zídkami, svah naproti radnici byl upraven do podoby schodiště stoupajícího k protější dominantní budově společenského sálu. Při rekonstrukci náměstí v polovině 90. let pod schodištěm přibyla kašna s fontánou.

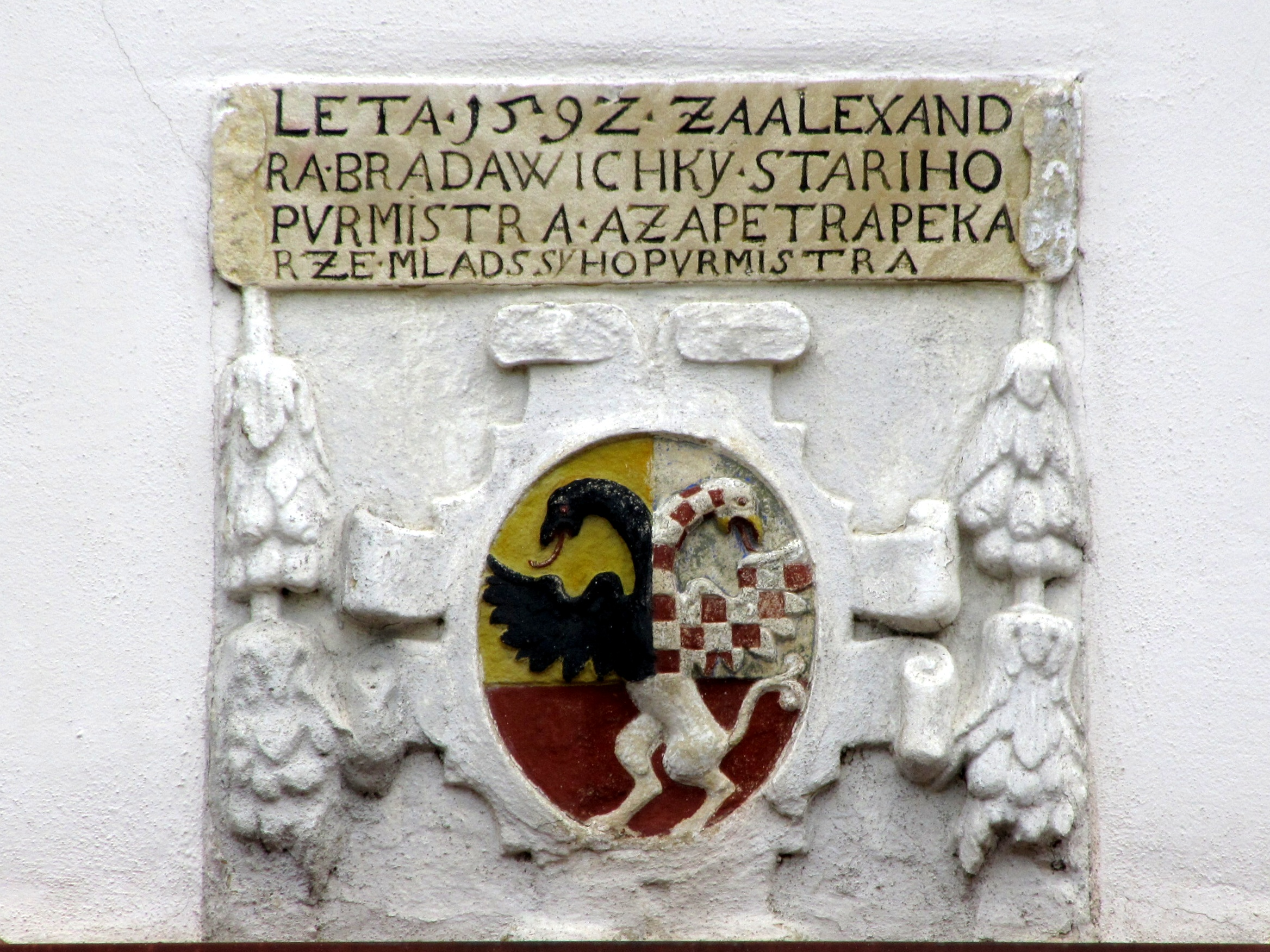
Městský znak s pamětním nápisem nad vchodem radnice

Samotná radnice je jednopatrová budova o půdorysu písmene L. Asymetricky umístěný hlavní vchod je půlkruhově zaklenutý s profilovou archivoltou a klenákem ve vrcholu. Po stranách je opatřen pilastry s římsovou hlavicí, na nichž spočívá bosované kladí s psaníčkovou bosáží a na něm úsek návojové římsy. Nad římsou je kartuš s městským znakem a nápisem připomínajícím vznik radnice: „Leta 1592 za Alexandra Bradawichky stariho purmistra a za Petra Pekarze mladssiho purmistra“.
Po stranách vchodu byla fasáda prolomena vlevo třemi a vpravo dříve dvěma, později třemi okenními osami. Rovněž první patro je prolomeno 6 okenními osami. Všechna okna jsou pravoúhlá s profilovanou šambránou a nadokenní i parapetní návojovou římsou. Boční fasáda do Husovy ulice má v patře 5 okenních os a mezi třetí a čtvrtou osou stojí opěrný pilíř. V minulosti stál při nároží radnice až po tento pilíř nízký domek s valbovou střechou, který se využíval jako masný krám. Vlevo od pilíře se nachází zazděný portálek s kamenným ostěním, na překladu s vyrytým letopočtem 1581. K němu dříve vedlo krátké schodiště, po němž zůstala jen cihlová plenta.
Nároží domu je zvýrazněné armováním a završené ve druhém patře šestibokou věžičkou spočívající na konzolách. Věžička je prolomena 6 okenními osami s okny půlkruhově zaklenutými, pod nimiž probíhá kordonová zalamovaná římsa. Zastřešená je šestibokým stanem s vrcholovou korouhví. Podstřešní profilovaná římsa nese sedlovou střechu. Mázhaus ve zvýšeném přízemí je zaklenutý 2 poli křížové hřebínkové klenby, mázhaus v 1. patře pak valenou klenbou s výsečemi. Ostatní místnosti mají strop plochý.
Mezi první a druhé okno v přízemí je vsazená pamětní deska s nápisem upomínajícím pojmenování celého náměstí: „Náměstí Palackého nazváno k poctě 100letých narozenin otce národa. Svůj k svému a vždy dle pravdy. 11. 6. 1798 – 7. 8. 1898“. U příležitosti třetího ročníku setkání Slavkovské iniciativy smíření byla v září 1998 odhalena mezi druhým a třetím oknem další pamětní deska, věnovaná italskému teologovi 16. století Bernardinu Ochinovi, který ve Slavkově v roce 1564 zemřel na morovou nákazu.

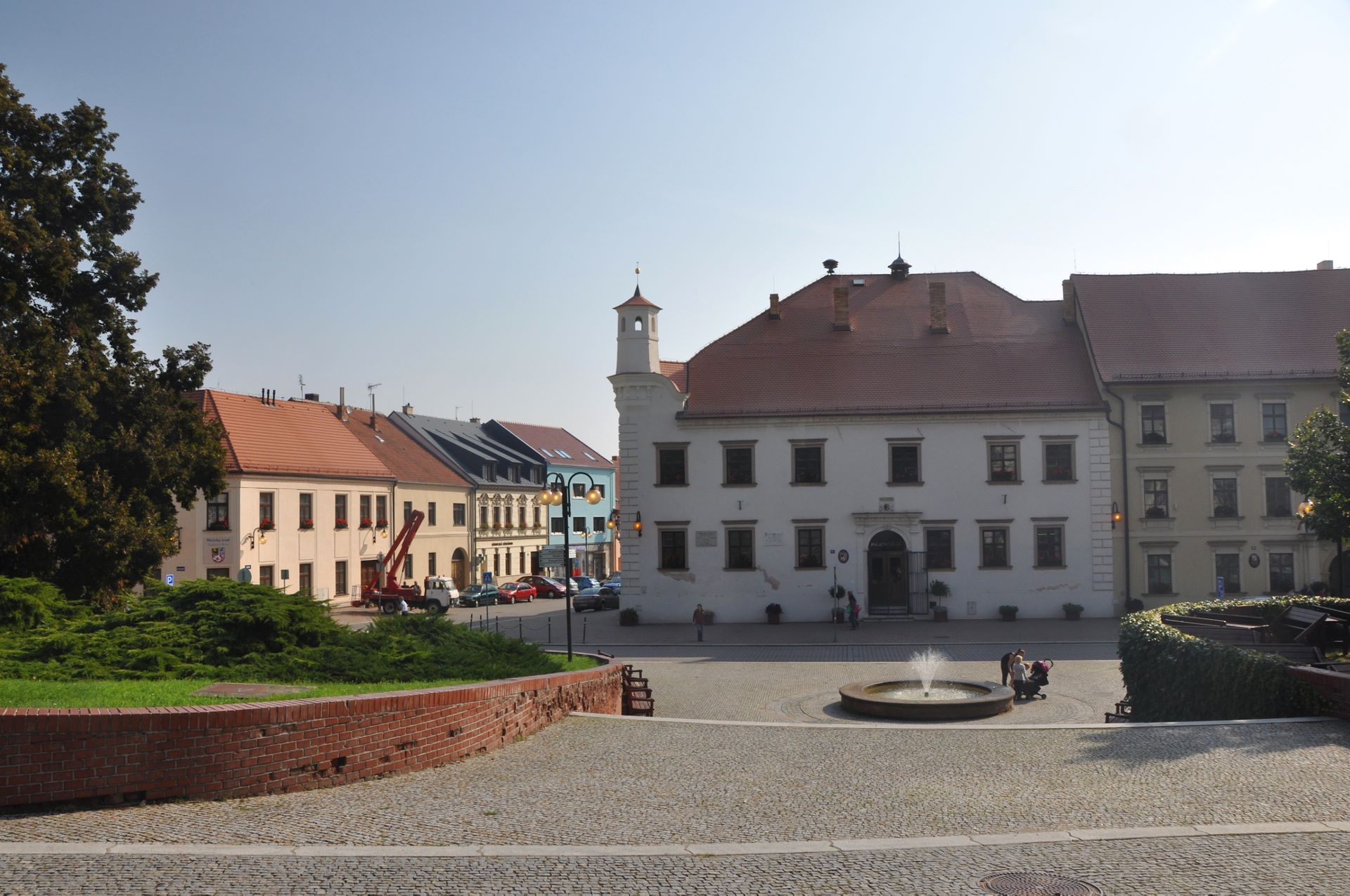
Prostor před radnicí při pohledu od západu (2014)
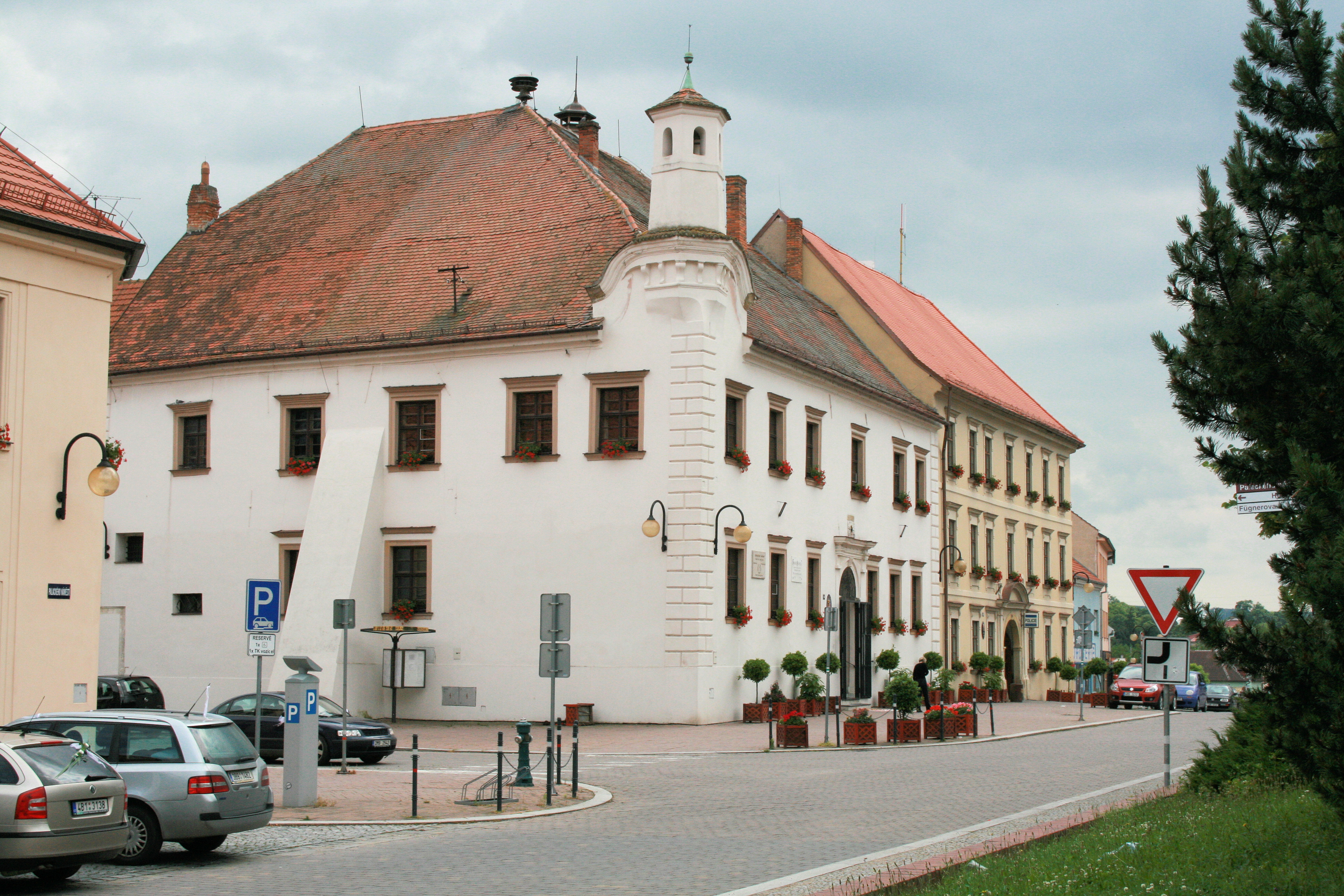
Radnice od severozápadu s bočním pilířem (2010)
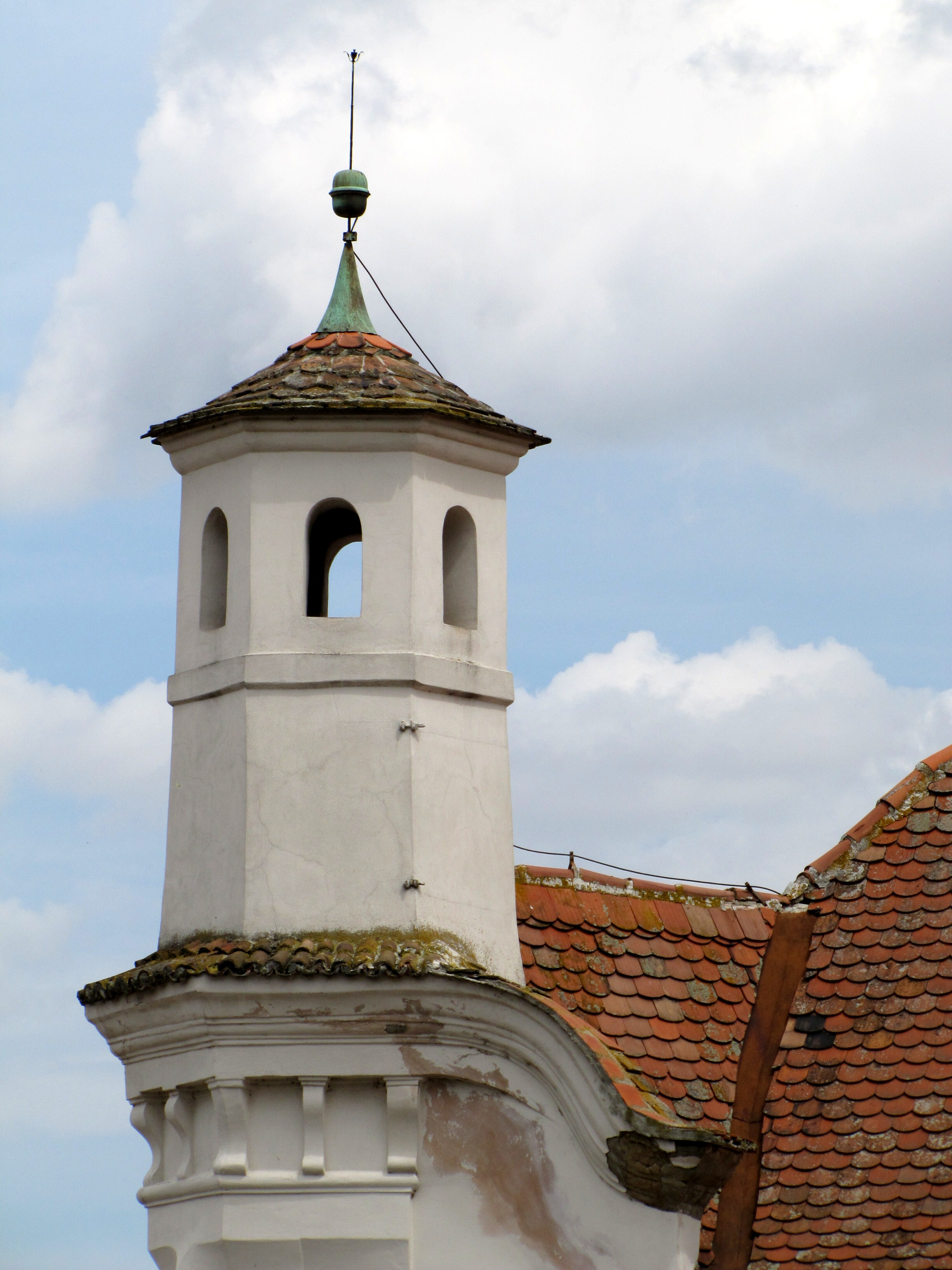
Detail nárožní věžičky (2011)